# イマトラ
イマトラ（フィンランド語: Imatra）は、フィンランド東部に位置する町、自治体。南カルヤラ県イマトラ郡に属する。1948年にロシア国境近くの三集落を中心に設立された。過去50年間、サイマー湖やヴオクシ川によって近代的な工業都市へと変貌を遂げた。1971年に自治体となった。
一番近くの町は、ロシアのスヴェトゴルスク（フィンランド名：エンソ）で、7kmしか離れていない。サンクトペテルブルクは南東210kmのところにあり、首都ヘルシンキとは230km、フィンランド側で最も近い町はラッペーンランタで、37kmの距離がある。
1903年、早瀬の近くに当時のロシア帝国の首都、サンクトペテルブルクからの観光客向けホテルがオープンした。アールヌーボーとユーゲント様式のこのホテルは、現在では「イマトラ観光ホテル」として知られている。
イマトラにおける主な雇用主には、ストラ・エンソ、イマトラ町、オヴァコ・バル・オイ・アブ、フィンランド国境警備隊などがいる。2003年10月の時点で、1万2423人がこれらの事業者に雇われている。イマトラ町には2004年12月の時点で、1868人が勤めている。
現在の市長はカイ・ロスラッカである。
1963年から1986年にかけ、RRレース（旧TTレース）が行われていた。

## 著名な出身者
- ユッシ・マッルカネン（NHL選手）
- ペッテリ・ノケライネン（NHL選手）

## 姉妹都市
- en:Kitimat, British Columbia、カナダ
- en:Ludvika Municipality、スウェーデン
- ザルツギッター、ドイツ
- en:Szigetvár、ハンガリー
- チフヴィン、ロシア
- en:Svetogorsk、ロシア
- ズヴォレン、スロバキア